# یانوش بندک
یانوش بندک (مجاری: János Benedek؛ زادهٔ ۲۰ نوامبر ۱۹۴۴) وزنه‌بردار اهل مجارستان بود.